# Antillophos armillatus
Antillophos armillatus is een soort in de klasse van de Gastropoda (Slakken).
Het dier komt uit het geslacht Antillophos en behoort tot de familie Buccinidae. Antillophos armillatus werd in 2005 beschreven door Fraussen & Poppe.